# Małżeństwo osób tej samej płci w Nowym Jorku
Ustawę wprowadzającą małżeństwa osób tej samej płci w stanie Nowy Jork przyjęto w kontrolowanym przez republikanów senacie stanu 24 czerwca 2011 stosunkiem głosów 33-29. Regulację prawną poparli zasiadający w senacie demokraci przy wsparciu kilku republikanów. Tego samego dnia ustawę podpisał demokratyczny gubernator stanu Andrew Cuomo. Prawo weszło w życie 30 dni później. Zgromadzenie stanowe Nowego Jorku (niższa izba stanowego parlamentu) przyjęło ustawę 15 czerwca 2011 stosunkiem głosów 80-63. Nowy Jork stał się największym stanem w USA, gdzie pary tej samej płci będą mogły zawrzeć związek małżeński. W stanie Nowy Jork nie ma wymogu stałego pobytu, aby uzyskać akt małżeństwa.
Od 14 maja 2008 stan Nowy Jork uznaje małżeństwa osób tej samej płci zawarte w innych stanach.
Według badania opinii publicznej z kwietnia 2011 58% mieszkańców stanu popiera wprowadzenie małżeństw jednopłciowych, 36% jest przeciw, a 6% nie wie lub nie ma w tej sprawie opinii.
Po przyjęciu ustawy kilkaset osób wiwatowało pod znajdującym się na Manhattanie pubie Stonewall Inn – miejscu, w którym w 1969 roku zaczęły się zamieszki uważane za początek światowego ruchu walki o prawa LGBT.

## Historia legislacji
| Sesja     | Numer ustawy | Data przedłożenia | Przedkładający                                  | Liczba dodatkowych przedkładających | Status |
| --------- | ------------ | ----------------- | ----------------------------------------------- | ----------------------------------- | --- |
| 2009–2010 | S04401       | 16 kwietnia 2009  | Senator Thomas Duane                            | 18                                  | Odrzucona w senacie stanowym (38-24)                                                                                  |
| 2009–2010 | A07732       | 16 kwietnia 2009  | Członek zgromadzenia stanowego Daniel O'Donnell | 55                                  | Przyjęta w zgromadzeniu stanowym (89-52)                                                                              |
| 2011–2012 | A08354       | 14 czerwca 2011   | Członek zgromadzenia stanowego Daniel O'Donnell | 67                                  | Przyjęta w zgromadzeniu stanowym (80-63) Przyjęta w senacie stanowym (33-29) Podpisana przez gubernatora Andrew Cuomo |